# Fiorenzo Bava Beccaris
Pour les articles homonymes, voir Bava.
Fiorenzo Bava Beccaris (né à Fossano le 17 mars 1831 et mort à Rome le 8 avril 1924) est un général italien. Il est connu pour sa brutale répression des émeutes de Milan en 1898, connu comme le massacre de Bava Beccaris.

## Biographie
Fiorenzo Bava Beccaris est né à Fossano, et a pris part à la Guerre de Crimée et aux Guerres d'Italie de l'Indépendance.
En mai 1898, lorsque de graves émeutes découlant de la hausse des prix alimentaires éclatent à Milan, le gouvernement italien, par l’intermédiaire de Antonio di Rudinì déclaré l'état de siège dans la ville. Le général Bava Beccaris, commissaire extraordinaire de la ville, ordonne à ses soldats de tirer sur les manifestants, qui ont construit plusieurs barricades pendant une grève. L'artillerie a également été utilisée. Selon les chiffres officiels, 80 personnes ont été tuées et 450 blessés. Cependant les victimes pourraient avoir été deux ou trois fois supérieures à celles enregistrées.
En reconnaissance de son action, en juin 1898, Bava Beccaris reçoit la Grande Croix de l'Ordre de Savoie, du Roi Umberto I puis nommé au Sénat italien. En 1914, il reçoit un accueil très favorable de la partie interventionniste en Italie, qui souhaite participer à la Première Guerre mondiale, ce qui se réalise le  25 mai 1915. En 1922 il intercède auprès du Roi Victor-Emmanuel III en faveur de Benito Mussolini et du Parti National Fasciste.
Bava-Beccaris se retire en 1922 et meurt à Rome en 1924.

## Distinctions
- Médaille d'or de la valeur militaire